# Arsinde de Comminges
Arsinde de Comminges (950 ? - + c.982) est la fille d'Arnaud Ier (c.900 - 27 nov. 957), comte de Comminges et Carcassonne et d'Arsinde de Carcassonne (920 - 970).

## Biographie
Arsinde de Comminges appelée parfois Arsende de Comminges naît probablement en 950. Elle épouse Guillaume Ier, comte de Provence dit le Libérateur, fils de Boson II, comte de Provence et de Constance de Provence entre 968 et 970. Elle décède en 982 ou au plus tard avant 984, date du remariage de Guillaume Ier avec Adélaïde d'Anjou.
Elle aurait eu trois enfants :
- Arsinde ;
- Odile, associée par erreur à Odile de Nice ;
- Ermengarde.